# Ecdemus hypoleucus
Ecdemus hypoleucus là một loài bướm đêm thuộc phân họ Arctiinae, họ Erebidae.